# Morangis, Essonne
Morangis là một xã ở tỉnh Essonne thuộc vùng Île-de-France miền bắc nước Pháp.
Theo điều tra dân số năm 1999, dân số xã này là 10.611 người. Ước tính dân số năm 2005 là 11.500.
Danh xưng cư dân địa phương Morangis trong tiếng Pháp là Morangissois.

## Twins Cities
- Plaidt, in Đức
- Chard, Somerset, in Anh